# Bo Burnham: Trong nhà
Bo Burnham: Trong nhà là một chương trình truyền hình đặc biệt Mỹ năm 2021 do Bo Burnham biên kịch, đạo diễn, quay phim, biên tập và đóng vai chính. Bộ phim được quay trong nhà của anh giữa đại dịch COVID-19 mà không có ê-kíp và khán giả, và được phát sóng trên Netflix từ ngày 30 tháng 5 năm 2021. Bộ phim gồm nhiều bài hát và ca kịch về cuộc sống thường nhật trong nhà, qua đó miêu tả tinh thần kiệt quệ của anh và đặt ra các câu hỏi về lời nói và hành động cũng như mối quan hệ giữa anh với khán giả. Một số bài hát khác nói về các hoạt động trên mạng như gọi FaceTime với mẹ, chụp ảnh đăng Instagram và phát trực tuyến trò chơi điện tử.
Bộ phim là sản phẩm tiếp theo của anh sau Make Happy (2016), kể về thời gian trong một chuyến lưu diễn độc lập khi mà Burnham bắt đầu trải qua những cơn hoảng loạn. Ngày 30 tháng 5 năm 2021, Inside được phát hành trên Netflix. Ngày 10 tháng 6 năm 2021, Inside (The Songs), album tổng hợp các bài hát trong bộ phim, được phát hành trên các nền tảng nghe nhạc trực tuyến. Bộ phim được giới phê bình ca ngợi nhiệt liệt, với nhiều lời khen dành cho âm nhạc, kỹ thuật quay phim và cách khắc họa đời sống giữa đại dịch của bộ phim. Các nhà phê bình nhận định chương trình sử dụng nhiều loại hình nghệ thuật bao gồm âm nhạc, hài độc thoại và siêu bình luận, khiến bộ phim như một sự kết hợp giữa hài kịch, chính kịch, phim tài liệu và nghệ thuật sân khấu.

## Bối cảnh
Bo Burnham là một danh hài âm nhạc, nổi tiếng với những video trên YouTube từ năm 2006. Sau khi phát hành album đầu tay theo tên mình (2009) tổng hợp những bài hát đó, anh bắt đầu ba chuyến lưu diễn độc hài, hai chuyến đầu tiên được phát hành dưới dạng album trong khi chuyến thứ ba gồm những thước phim quay lại buổi biểu diễn của anh: Words Words Words (2010), what. (2013) và Make Happy (2016). Trong chuyến lưu diễn cho Make Happy, Burnham bắt đầu xuất hiện những cơn hoảng loạn trên sân khấu. Trong những năm tiếp theo, anh biên kịch và đạo diễn bộ phim Eighth Grade (2018) và đóng vai chính trong Promising Young Woman (2020). Chương trình hài đặc biệt Inside được quay trong phòng khách của nhà Burnham ở Los Angeles; đây cũng là nơi quay cảnh cuối của Make Happy.
Ngày 28 tháng 4 năm 2021, Burnham thông báo chuẩn bị ra mắt Inside trên tài khoản Twitter và Instagram của anh, cùng với một trailer phim ngắn. Burnham cũng xác nhận rằng vì tác động của đại dịch COVID-19, anh sản xuất chương trình một mình mà không có ê-kíp hay khán giả nào. Ngày 21 tháng 5, anh thông báo Inside sẽ được công chiếu ngày 30 tháng 5.

## Tóm tắt
Không thể ra khỏi nhà, Burnham chỉ biểu diễn trong một căn phòng. Anh thường xuyên cập nhật về khoảng thời gian đã trôi qua trong quá trình biểu diễn, cho thấy mái tóc và bộ râu dài ra rõ rệt. Khởi đầu với "Content" và châm biếm các nam danh hài da trắng qua "Comedy", anh tìm thấy động lực để bắt đầu thực hiện chương trình. Anh trình diễn "FaceTime with My Mom (Tonight)", nói về những bực dọc khi FaceTime với mẹ. Tiếp tục với bài hát "How the World Works", anh dạy trẻ em về tự nhiên, nhưng con rối tất trên tay anh bắt đầu hát về lịch sử diệt chủng, bóc lột công nhân và các vấn đề của Chủ nghĩa tự do mới.
Anh parody nhà tư vấn thương hiệu sản phẩm và nói về nghĩa vụ đạo đức của các công ty. Bài hát tiếp theo "White Woman's Instagram" nói về những trope trên Instagram. Trong một cảnh diễn độc thoại, anh đặt câu hỏi về liệu mỗi cá nhân có phải nói lên mọi ý kiến của họ. Burnham quay một video cảm nhận về bài hát "Unpaid Intern" của anh về những thực tập sinh không lương sẵn sàng bị vứt bỏ, nhưng rồi thấy mình trong video đang cảm nhận về bài hát, rồi tiếp tục lặp lại nhiều lần. Tiếp đó, anh hát "Bezos I", ca ngợi một cách mỉa mai Jeff Bezos.
Bo hát về nhắn tin gợi tình, sau đó parody màn cảm ơn khán giả của YouTuber trong khi cầm con dao. Anh biểu diễn "Look Who's Inside Again" và "Problematic", miêu tả bản thân anh trong quá khứ. Anh trò chuyện với khán giả vài phút trước sinh nhật lần thứ 30 của mình, cho biết hy vọng hoàn thành chương trình trước khi bước qua tuổi 30, rồi hát bài "30" than vãn về sự già nua của mình. Bài hát kết thúc với khẳng định anh sẽ tự tử khi 40 tuổi, nhưng cũng khuyên người xem đừng tự sát. Vài tháng sau, khi anh xem lại cuộc nói chuyện này, nó được phóng lên chiếc áo thun trắng của anh.
Sau một quãng nghỉ để lau máy quay, Burnham hỏi khán giả nghĩ gì về chương trình trong bài hát "Don't Wanna Know". Anh thực hiện một parody streamer chơi game và tự bình luận về cảnh game anh khóc trong phòng mình. Anh tiếp tục với bài hát "Shit", mô tả sự trầm cảm bằng một giai điệu vui tươi, rồi khắc họa tinh thần kiệt quệ của mình trong "All Time Low". Trong bài hát "Welcome to the Internet", anh bàn luận về nguồn gốc và bản chất không ngừng thay đổi của Internet, khuyến khích khán giả tham gia vào nhiều loại nội dung đa dạng, từ tươi sáng đến đen tối. Sau khi thừa nhận rằng anh không muốn hoàn thành chương trình vì sau đó anh sẽ không có gì để làm, anh lại châm biếm Bezos trong "Bezos II" rồi thực hiện "That Funny Feeling" miêu tả những hình ảnh kỳ lạ và sự sụp đổ của xã hội. Choáng ngợp khi cố nói chuyện với người xem, anh đập phá một số dụng cụ trước khi gục xuống trong nước mắt.
Trong bài "All Eyes On Me", Burnham tiết lộ rằng mình đã bỏ diễn hài trực tiếp từ 5 năm trước vì những cơn hoảng loạn trầm trọng trên sân khấu và sức khỏe tinh thần của anh chỉ bắt đầu ổn định từ tháng 1 năm 2020 để anh trở lại trước khi "điều buồn cười nhất xảy ra". Bài hát yêu cầu khán giả đứng dậy và giơ tay cầu nguyện cho anh. Bực tức với người xem, anh nhấc máy ảnh lên và nhảy cùng với nó trước khi đặt nó xuống đất.
Sau khi kết thúc buổi sáng với những hoạt động thường nhật như đánh răng, và xem lại cảnh quay trước của mình, Burnham nói rằng anh đã "xong". Một đoạn hồi tưởng xuất hiện với anh mang mái tóc và bộ râu ngắn hơn trong khi hát "Goodbye", suy ngẫm về cuộc đời của mình; cảnh quay trở lại với hình ảnh anh ở hiện tại trong bài hát cùng sự kết hợp với một số lời từ các bài trước đó. Một đoạn phim về quá trình Burnham dựng phòng cho mỗi bài hát trong chương trình theo sau bởi cảnh anh khỏa thân dưới ánh đèn sân khấu. Sau bài hát, anh rời căn phòng trong bộ đồ màu trắng nhưng rồi bị nhốt ở ngoài trong khi khán giả vô hình vỗ tay và cười nhạo khi anh cố trở vào trong. Trong căn phòng, anh xem lại đoạn phim trên máy chiếu của mình với tiếng cười của khán giả ngày càng lớn, rồi anh bắt đầu cười.

## Inside (The Songs)
Ngày 10 tháng 6 năm 2021, âm nhạc trong Inside được phát hành dưới dạng album Inside (The Songs) trên các nền tảng nghe nhạc trực tuyến, không như Make Happy vốn không được phát hành dưới dạng album. Ngày 1 tháng 6, một video âm nhạc của "FaceTime with My Mom (Tonight)" được đăng lên kênh YouTube Netflix Is A Joke của Netflix. Ba video âm nhạc được đăng lên kênh YouTube của Bo Burnham: "Welcome to the Internet" ngày 4 tháng 6, "White Woman's Instagram" ngày 10 tháng 6, và "All Eyes On Me" ngày 16 tháng 6.

### Danh sách bài hát
Tất cả các ca khúc được viết bởi Bo Burnham.
| Đĩa 1            | Đĩa 1                            | Đĩa 1      |
| STT              | Nhan đề                          | Thời lượng |
| ---------------- | -------------------------------- | ---------- |
| 1.               | "Content"                        | 1:36       |
| 2.               | "Comedy"                         | 5:19       |
| 3.               | "FaceTime with My Mom (Tonight)" | 2:20       |
| 4.               | "How the World Works"            | 4:15       |
| 5.               | "White Woman's Instagram"        | 4:00       |
| 6.               | "Unpaid Intern"                  | 0:34       |
| 7.               | "Bezos I"                        | 0:58       |
| 8.               | "Sexting"                        | 3:21       |
| 9.               | "Look Who's Inside Again"        | 1:23       |
| 10.              | "Problematic"                    | 3:13       |
| 11.              | "30"                             | 2:34       |
| Tổng thời lượng: | Tổng thời lượng:                 | 29:33      |

| Đĩa 2            | Đĩa 2                     | Đĩa 2      |
| STT              | Nhan đề                   | Thời lượng |
| ---------------- | ------------------------- | ---------- |
| 1.               | "Don't Wanna Know"        | 1:03       |
| 2.               | "Shit"                    | 1:18       |
| 3.               | "All Time Low"            | 0:54       |
| 4.               | "Welcome to the Internet" | 4:35       |
| 5.               | "Bezos II"                | 0:45       |
| 6.               | "That Funny Feeling"      | 5:01       |
| 7.               | "All Eyes On Me"          | 5:02       |
| 8.               | "Goodbye"                 | 4:09       |
| 9.               | "Any Day Now"             | 0:57       |
| Tổng thời lượng: | Tổng thời lượng:          | 23:55      |

### Bảng xếp hạng
| Bảng xếp hạng (2021)                 | Vị trí cao nhất |
| ------------------------------------ | --------------- |
| Album Áo (Ö3 Austria)                | 51              |
| Album Bỉ (Ultratop Vlaanderen)       | 14              |
| Album Bỉ (Ultratop Wallonie)         | 161             |
| Album Canada (Billboard)             | 6               |
| Album Đan Mạch (Hitlisten)           | 8               |
| Album Hà Lan (Album Top 100)         | 15              |
| Album Ireland (OCC)                  | 4               |
| Lithuanian Albums (AGATA)            | 16              |
| New Zealand Albums (RMNZ)            | 6               |
| Album Na Uy (VG-lista)               | 6               |
| Swedish Albums (Sverigetopplistan)   | 32              |
| Album Thụy Sĩ (Schweizer Hitparade)  | 97              |
| Album Anh Quốc (OCC)                 | 6               |
| Album Anh Quốc Independent (OCC)     | 28              |
| Album Hoa Kỳ Billboard 200           | 7               |
| Album Hoa Kỳ Independent (Billboard) | 18              |
| Album Hoa Kỳ Top Comedy (Billboard)  | 1               |

## Phân tích

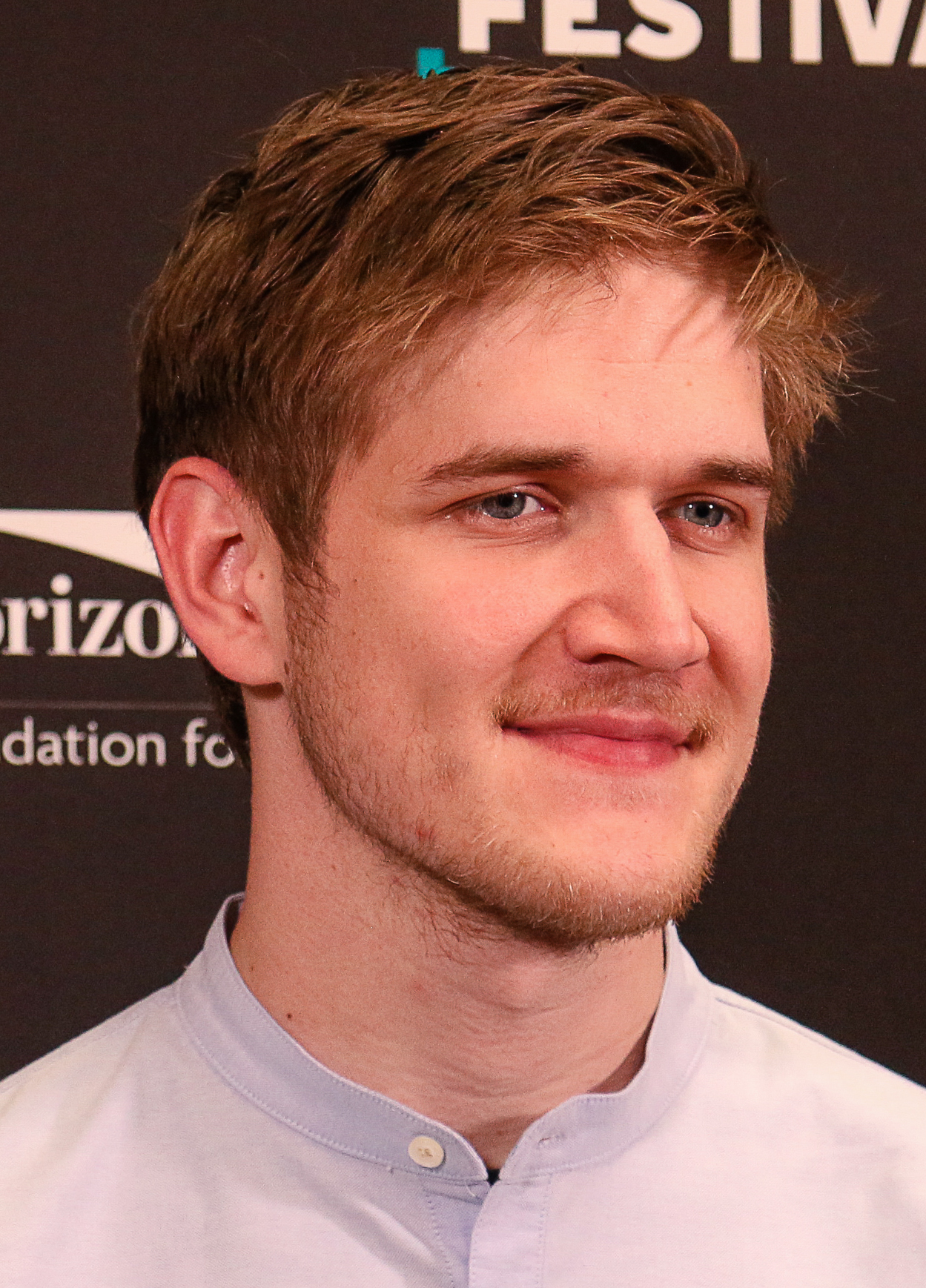
Bo Burnham là người duy nhất góp mặt trong chương trình.

Mặc dù thường được mô tả là một bộ phim hài đặc biệt, Trong nhà có chủ đề nghiêm túc. Brian Logan từ The Guardian gọi đây là một "bộ phim hài Gesamtkunstwerk " - một tác phẩm nghệ thuật kết hợp nhiều loại hình khác nhau. Tom Power của TechRadar đã viết rằng đây là một "phim hài - chính kịch" và sự xen kẽ giữa độc thoại, âm nhạc và các cảnh "lặng lẽ quan sát" khiến nó có cảm giác như là sự kết hợp giữa "phim tài liệu và sân khấu". Tương tự như vậy, trên tờ Vulture, Kathryn VanArendonk nói rằng chương trình như "khát khao được trở thành một buổi hòa nhạc" ở một số nơi và ở những nơi khác tiếp cận phong cách "giải tội" hoặc "báo chí". Ngược lại, nhà phê bình Linda Holmes từ NPR cho rằng đây "không phải là một bộ phim tài liệu mà là một tác phẩm sân khấu được viết rất hay". Một số đoạn của chương trình thiếu đi tính hài hước, nhiều câu đùa được đáp lại bằng sự im lặng. Cả Linda và Rachel Syme từThe New Yorker  đã phân tích rằng, trong những chương trình hài đặc biệt truyền thống, các câu đùa lại tẻ nhạt: Rachel nói rằng họ 'cảm thấy tầm thưởng và quá cũ" và Linda giải thích rằng "nó không có ý nghĩa gì nếu không có khán giả cười". Có sự hài hước siêu phàm và cảnh Burnham chỉnh sửa chương trình và xem lại một trong những video trước đó của anh.  Eric Kohn từ IndieWire đã xác định "sự thay đổi tông màu kỳ lạ và sự chuyển đổi đột ngột" giữa các phân đoạn khác nhau của chương trình, và VanArendonk mô tả Burnham như toát ra "năng lượng trình diễn trên một loạt các ảnh hưởng và tâm trạng khác nhau".
Power cho rằng khung cảnh trong một căn phòng duy nhất là một phép ẩn dụ cho tâm trí của Burnham, giải thích rằng: "Dụng cụ, quần áo và thiết bị quay hình biểu thị những suy nghĩ lộn xộn, bừa bãi và choáng ngộp mà anh ấy phải đối phó hàng ngày". Trong một ghi chú, Jason Zinoman nói trên The New York Times rằng tựa đề là một cách chơi chữ, ám chỉ Burnham đang ở trong một căn phòng duy nhất, và "cũng đang ở trong đầu của anh". Karl Quinn của The Sydney Morning Herald đã viết rằng Trong nhà sử dụng bối cảnh bị giới hạn "như một bức tranh cho sự sáng tạo", nhưng cảm giác chung là " sợ không gian kín và che đậy", thậm chí là "sự trầm cảm toàn diện". Power nói rằng Burnham "vật lộn với sự biệt giam của mình" và "dần dần mất đi khả năng nhận thức thực tế"; VanArendonk chỉ ra rằng râu và tóc mọc của Burnham phản ánh điều này. Trên tờ The Independent, Isobel Lewis viết rằng anh thấy "càng cởi mở, Bo càng sử dụng nhiều kỹ xảo", và kết luận rằng đây là một cách đối phó với sự tuyệt vọng.
Các nhà phê bình cho thấy có sự tương đồng với nhiều tác phẩm khác nhau. Phim hài nổi tiếng của Maria Bamford, "The Special Special" (2012), được quay trong nhà của cô ấy với khán giả là cha mẹ của cô ấy, tương tự như việc quay phim của Burnham bị giới hạn trong một phòng và không có khán giả. Staged là một bộ phim hài truyền hình Anh về đóng cửa giãn cách xã hội, mà Allison Shoemaker từ báo AV Club cũng tìm thấy được cả hai đều trình bày cuộc sống đại dịch như có một chất lượng siêu thực. Lewis nói rằng Trong nhà với "phần lớn là hài kịch" và khám phá "mối quan hệ phức tạp của Burnham với khán giả", tương tự như Hannah Gadsby trong bộ phim độc lập Nanette (2017) của cô ấy. Den of Geek ' liên kết âm sắc để A Hearbreaking Work ò Staggering Genius (2000), ghi chép của Dave Eggers được miêu tả là 'khó hiểu, thường được làm sống lại các kinh nghiệm, hiểu biết của con người' thông qua kinh nghiệm của Eggers về việc phải nuôi em trai của mình sau khi cha mẹ của ông qua đời vì bệnh ung thư. Bài hát "Unpaid Intern" (Thực tập không lương) và video cảm nhận tiếp theo giống như bản phác thảo "Pre-Taped Call-In Show" từ Mr. Show with Bob and David (1995–1998), nhưng Burnham tiếp tục sử dụng kĩ thuật lặp lại video cảm nhận như một cách để miêu tả những bất an của mình. Kohn nói rằng giống như bộ phim Lớp Tám của Burnham, trọng tâm là "sức hấp dẫn nguy hiểm của việc đóng cửa thế giới trong thời đại của những thứ gây xao nhãng được yêu cầu"; Lewis nói rằng nó giống như một số tác phẩm trước của Bo, chẳng hạn video âm nhạc "Words, Words, Words" (2010), trong "việc thay đổi các cảnh quay liên tục". Một số ấn phẩm khác cũng so sánh lời nội dung và hình thức trữ tình của Bo với của nhạc sĩ Father John Misty.

### Chủ đề

Một số nhà phê bình đã xem hình ảnh Burnham như Chúa Giêsu.

Holmes nói rằng có ranh giới mờ nhạt giữa "thực tế và hư cấu" trong chương trình. Trong The Daily Beast, Kevin Fallon đã hỏi, "Diễn xuất là gì và mãn nhãn là gì khi mà nỗi đau chúng ta đang xem gần như thật tế một cách khó chịu?" và cho rằng việc không thể phân biệt giữa thực và hư cấu có thể là chủ ý của tác giả. Matthew Dessem từ tạp chí Slate thấy chủ đề chính là "Mối quan hệ của Bo với công việc của chính mình, và nó không phù hợp với tình trạng sụp đổ toàn cầu hiện tại". Với chủ đề này, Kohn mô tả rằng "sự hiện diện điên cuồng, thụ động và hung hăng trên màn hình của Bo cho thấy anh ngày càng hoài nghi về việc tạo ra các tác phẩm nghệ thuật trong một thế giới xem nó như các thành sản phẩm tư bản thuần túy". Một số người chú ý thấy Bo trong hình ảnh Chúa Giêsu, mái tóc dài bù xù và với bộ râu ngày càng dài lặp đi lặp lại.  Bojalad phân tích chương trình là "một nghệ sĩ giải trí đánh cái tôi của chính mình cho đến chết"; ngược lại, Power nói rằng mặc dù Bo đang "dẫn dắt khán giả" qua công việc "mang tính cá nhân sâu sắc", "thật khó không thể thấy bản thân mình ở vị trí của Bo". Holmes nói rằng nhiều người sống qua đại dịch có thể thấy sự tương đồng về sự xuất hiện "cân bằng" giữa "hai xung lực": một là "nằm trên giường ... một mình ", và cái còn lại "sáng tạo, cứ bận rộn và pha trò ".
Sự sáng tạo và mối quan hệ của Bo với khán giả là chìa khóa dẫn đến sự đặc biệt. Điều này tiếp nối từ Tạo nên hạnh phúc (2016), trong đó bài hát kết thúc sân khấu "Can't Handle This (Kanye Rant)" (tạm dịch: Không thể chịu đựng được (Kanye Rant)) phản ánh mối quan hệ xung quanh của anh với khán giả. Sau đó, Bo hat "Are You Happy?" (tạm dịch: Bạn có vui không?) và sau đó đi ra phòng cùng với bạn gái và con chó của mình trong vườn. Dessem nhận xét rằng phong cách quay phim tạo ra "sự tương phản giữa những đòi hỏi khắc nghiệt của công việc cần sáng tạo và cuộc sống sôi động đang diễn ra bên ngoài". Power đã viết rằng Trong nhà là sự "tiếp nối" và "phần mở rộng" của những chủ đề này từ Tạo nên hạnh phúc. VanArendonk xác định "vòng lặp vô tận của biểu diễn và thưởng thức, lo ngại về biểu diễn và tính xác thực và năng suất". Qua cảnh cuối cùng, Bo xem lại đoạn phim cảnh mình bị nhốt bên ngoài khi vẫn ở trong phòng, Zinoman coi Trong nhà như "khuyến khích sự hoài nghi về khả năng biểu diễn" của "chủ nghĩa hiện thực".
Internet là một chủ đề chính trong chương trình, mô tả rất rõ các phương tiện truyền thông như Instagram và các buổi phát trực tiếp trên Twitch. Zinoman tin rằng đây là "vấn đề chính", vì đại dịch làm tăng tầm quan trọng của "cuộc sống kỹ thuật số", và Bo thể hiện "sự hoài nghi gay gắt" đối với nó: "kích thích từ các trang mạng, những phần thưởng cho sự phẫn nộ, sự lố lăng và tình cảm" được chọn vào vai "những kẻ phản diện", theo Zinoman. Bojalad ngữ cảnh hóa Bo có "mối quan hệ gay gắt với công nghệ và mạng xã hội" vì sự nghiệp của anh bắt đầu với một loạt các video trên YouTube được đăng trước khi mạng xã hội "trở thành một thứ gì đó cho các công ty kiếm lợi nhuận và nham hiểm hơn nhiều". Rebecca Reid từ The Daily Telegraph xem Bo không phải là "ma quỷ" hay "truyền bá" về internet, mà thay vào đó "chứa đựng sự ngu ngốc, kinh hoàng, rực rỡ và hoàn toàn vô ích".

### Bài hát cá nhân
Bojalad và Reid phân tích một đoạn lời bài hát trong "White Woman's Instagram" (Instagram của cô gái da trắng) về cảm xúc của nhân vật trước cái chết của mẹ cô trong quá khứ. Phần lớn bài hát là "một giai điệu châm biếm về tất cả hình ảnh nông cạn và đạo nhái xuất hiện trên đại đa số các tài khoản Instagram của những cô gái da trắng", theo Bojalad. Khung hình của thước phim hẹp như màn hình điện thoại di động — như bài hát trước đó "FaceTime With My Mom (Tonight)" (FaceTime với mẹ tôi (tối nay)) - nhưng khi nhân vật nói về cái chết của mẹ cô, khung hình mở rộng đến kích thước lớn nhất. Reid coi đây là sự phản ánh cuộc sống của một người trẻ tuổi trên mạng xã hội: "vô vị, rác rưởi ... xen kẽ với những khoảnh khắc đặc biệt của sự chân thật và quan sát vượt qua ranh giới ". Bojalad nhận xét rằng Instagram có thể hoạt động hiệu quả, và cũng như phần thể hiện của chính Bo, "đôi khi sự thật tự nó chui lọt qua".
Gabrielle Sanchez từ Câu lạc bộ AV đánh giá "Problematic" (Có vấn đề). Cô đã so sánh Trong nhà với các video YouTube đầu tiên của Bo và nhận thấy nhiều điểm tương đồng trong phong cách biểu diễn; tuy nhiên, anh đã thực hiện "những trò đùa trắng trợn vô nghĩa, kỳ thị đồng tính và sai lầm" trong giai đoạn đầu sự nghiệp của mình. Sanchez cho rằng "Problematic" (Có vấn đề) có hai thông điệp là xin lỗi về nội dung này và châm biếm "việc những người nổi tiếng liên tục bị nhắc đến và xin lỗi". Bo ban đầu sự non trẻ của mình như là một cái cớ, nhưng sau đó xin lỗi vì điều đó: Sanchez lập luận rằng thông điệp của Bo là "bước đầu tiên để trở thành một người tốt hơn là thừa nhận sai lầm".

## Tiếp nhận
Trên trang đánh giá Rotten Tomatoes, chương trình được phê bình đánh giá 97% dựa trên 30 bài phê bình, với điểm đánh giá trung bình là 9,30/10. Các lời phê bình trên trang web có cùng ý chung: "Một bậc thầy về ngột ngạt trong hài kịch và nội tâm, Trong nhà thật ảm đạm một cách tuyệt đẹp, chương trình đầy hy vọng vui nhộn từ Bo Burnham." Trên Metacritic, chương trình có điểm trung bình là 98/100 dựa trên chín nhà phê bình, cho thấy "sự hoan nghênh toàn cầu". Trong nhà xếp hạng thứ tám trên Metacritic và là chương trình truyền hình đặc biệt được xếp hạng cao nhất. Dựa trên đáng giá trên thang năm sao, chương trình nhận được năm sao trên The Guardian và The Times và bốn sao trên tờ The Sydney Morning Herald. IndieWire chấm chương trình điểm A–.

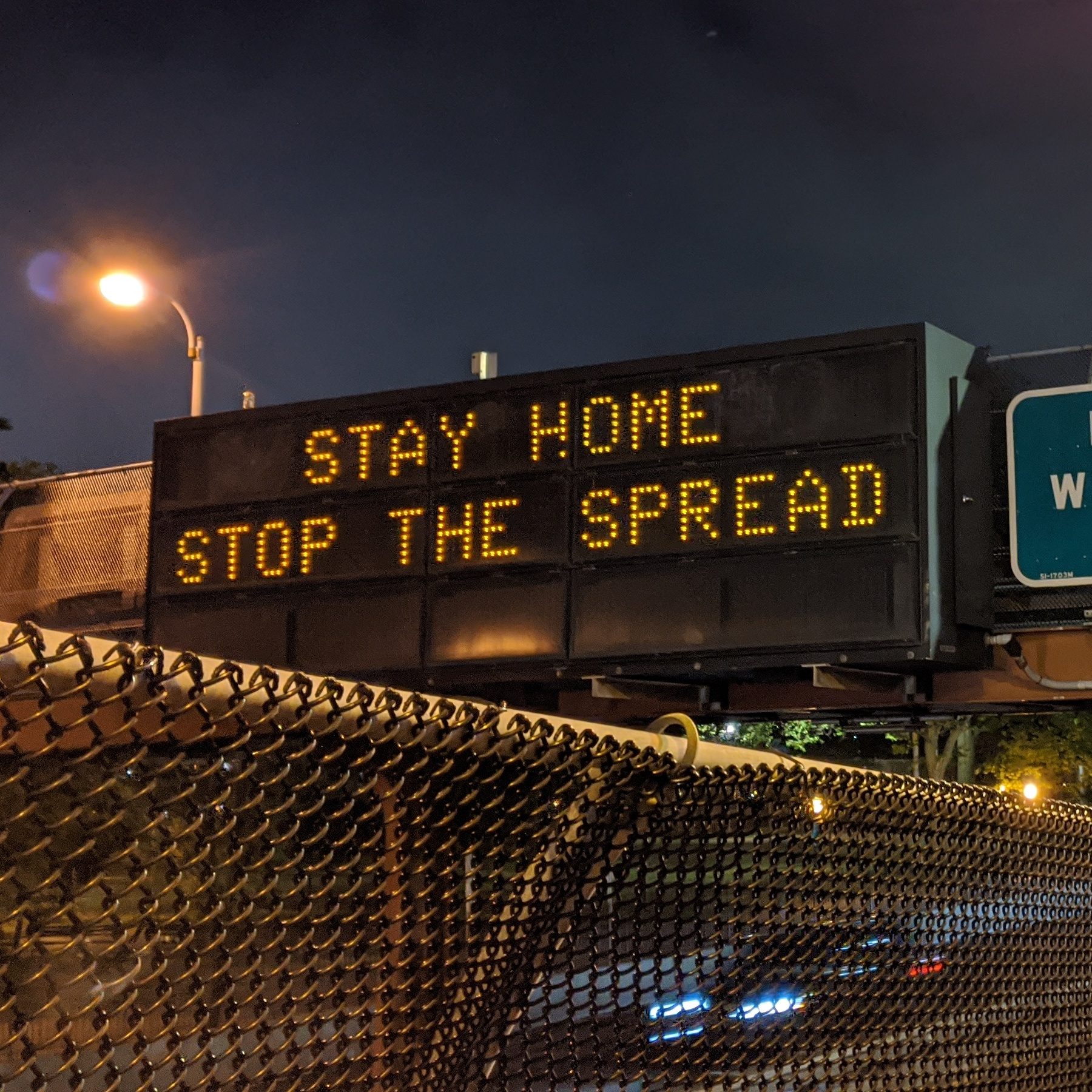
Các nhà phê bình khen ngợi chương trình mô tả chính xác các đặc điểm của đại dịch COVID-19.

Các nhà phê bình ca ngợi cách xuất hiện đại dịch COVID-19 trong chương trình, mặc dù chưa bao giờ được nhắc đến. Dominic Maxwell từ The Times gọi nó là "kiệt tác truyện tranh đầu tiên" từ thời đại và Bojalad nghĩ "một phần nhỏ của nghệ thuật đại chúng phương Tây cuối cùng xuất hiện" trong chương trình. Dessem viết rằng đây là "một trong những tác phẩm phản ánh chân thật nhất trong thế kỷ 21" và Quinn cho rằng đây có thể là "tài liệu thiết yếu" trong quãng thời gian này. Fallon không thích các phương tiện truyền thông khác được thực hiện hoặc lấy bối cảnh trong thời kỳ đại dịch, nhưng nhận thấy Trong nhà là "dấu chấm câu hoàn hảo cho những cảm xúc và thực tế chúng ta đã trải qua khi cách ly thông qua TV". Tương tự, Shoemaker mô tả đây là một trong số ít các tác phẩm "ngắn gọn siêu thực một cách hiệu quả và chính xác" về cuộc sống đại dịch, và Power đánh giá nó là "phù hợp về mặt văn hóa và mang tính chủ đề". Lewis cho rằng chính chủ nghĩa siêu thực của chương trình là thứ khiến nó phù hợp với ý thức về văn hóa trong đại dịch và để lại cho người xem cảm giác sợ hãi ngột ngạt. Fallon nói rằng các chương trình khác về đại dịch "luôn chiều ý khán giả, mình là kẻ cả bề trên, hoặc hầu hết là vô nghĩa", nhưng Trong nhà có "tính xác thực đối với cách tiếp cận rất thân mật, rất gần gũi của nó". Bojalad lập luận thêm rằng nó có "chất lượng vượt thời gian". Syme xem nó như bức tranh mô tả cụ thể về những cảm giác "vô phương, hưng phấn, phởn phơ, bơ phờ" khi lên mạng trong đại dịch với "sự rõ ràng điên cuồng và khéo léo". Do những giới hạn trong thực tế của Bo, Zinoman tin rằng đó là bằng chứng cho thấy rằng giới hạn là hình thức tốt nhất để truyền cảm hứng.
Bo được giới phê bình đánh giá cao về khả năng làm phim và diễn xuất. Power cảm thấy Trong nhà "độc đáo trong cách tiếp cận, nội dung và tính chủ quan". VanArendonk ca ngợi khả năng đạo diễn, kịch bản và trình diễn của Bo và Bojalad mô tả đây là tác phẩm hay nhất trong sự nghiệp của Bo cho đến nay. Fallon cho rằng Bo thực nhiều vai diễn với các tính cách khác nhau làm cho tác phẩm đặc biệt, trong khi Shoemaker nhận xét cách làm phim của Bo là "rất sân khấu, cổ điển và tuyệt vời" và màn trình diễn dễ bị chỉ trích. Lewis nhận thấy sự hài hước và cảm xúc của Burnham có liên quan đến nhau. Zinoman nhận xét rằng Bo đã lường trước những lời chỉ trích tiềm tàng về chương trình là "quá nóng vội" với những câu thoại như "Khả năng tự nhận thức không chừa một ai về tất cả mọi thứ".
Theo Zinoman, Bo đã sử dụng các khía cạnh kỹ xảo điện ảnh mà các diễn viên hài khác không để ý đến. Power cho rằng các góc quay và phạm vi cảnh quay, biên tập, chuyển cảnh và hiệu ứng ánh sáng kết hợp với nhau để tạo nên "một giấc mơ làm ám ảnh người xem". Kohn xem chương trình đặc biệt này là tạo ra "hài hước đen tối tuyệt vời" từ âm nhạc và hình ảnh. Cả Kohn và Shoemaker đều so sánh Trong nhà sẽ được yêu thích hơn so với Lớp 8, Kohn nói rằng chương trình là "một chất dẫn vui vẻ giữa bản chất kỳ lạ ngớ ngẩn của sự hiện diện trên sân khấu của anh và khả năng kể chuyện chuyên nghiệp rõ ràng trong phim Lớp 8 " và Shoemaker cho rằng đây là sự kết hợp giữa "kỹ năng làm phim độc đáo" của chương trình với "sự hài hước sắc nét thường thấy của anh ấy ".
Zinoman ca ngợi Bo thể hiện nhiều phong cách âm nhạc hơn so với các bài hát đặc biệt trước đây của anh ấy, bao gồm bebop, synth-pop và giai điệu chương trình, cũng như trở nên "tỉ mỉ và sáng tạo trong việc sử dụng hình ảnh để truyền tải". Power viết rằng các bài hát chuyển nhanh từ cảm xúc này sang cảm xúc khác, sẽ khiến khán giả "cười trong một phút rồi trải qua cuộc khủng hoảng hiện sinh trong lần tiếp theo". Nhiều nhà phê bình đã chọn ra các bài hát  đáng khen ngợi. Bojalad tìm thấy một câu trong "White Woman's Instagram" (Instagram của cô gái da trắng) về việc mẹ của nhân vật qua đời là "khoảnh khắc đáng chú ý nhất về lòng tốt và sự đồng cảm" trong Trong nhà, cảm giác này bất ngờ như cảnh sau đó là cảnh phim anh xem lại đoạn hát này. Zinoman ca ngợi cùng một bài hát là "hình ảnh chính xác và vui nhộn". Ngoài ra, Kohn ca ngợi "How the World Works" (Cách thế giới vận hành) là đặc biệt mạnh mẽ và Holmes ca ngợi "Welcome to the Internet" (Chào mừng đến với Internet) là "một trong những cách biểu diễn tốt nhất" về "sự điên rồ" trên mạng.